# NGC 4522
NGC 4522 ist eine Balken-Spiralgalaxie mit ausgedehnten Sternentstehungsgebieten vom Hubble-Typ SBc im Sternbild Jungfrau auf der Ekliptik. Sie ist schätzungsweise 101 Millionen Lichtjahre von der Milchstraße entfernt und hat einen Durchmesser von etwa 110.000 Lichtjahren.
Die Galaxie bewegt sich mit einer Geschwindigkeit von rund 10 Millionen Kilometer pro Stunde durch das Gas zwischen den Galaxien, so entsteht ein heftiger Wind, der auch das Gas von NGC 4522 mitreißt. Dadurch scheint ihre interstellare Materie in den intergalaktischen Raum zu blasen. Die Astronomen bezeichnen diesen Effekt als „ram pressure stripping“.
Sie wird unter der Katalognummer VVC 1516 als Teil des Virgo-Galaxienhaufens gelistet. Im selben Himmelsareal befinden sich u. a. die Galaxien NGC 4519, IC 3487, IC 3517, IC 3518.
Das Objekt wurde am 18. Januar 1828 von dem britischen Astronomen John Herschel entdeckt.